# Lichfields stift
Lichfields stift (engelska: Diocese of Lichfield) är ett stift inom Engelska kyrkan. Stiftet omfattar stora delar av Staffordshire, West Midlands och en mindre del av Warwickshire och Wales. Domkyrka är Katedralen i Lichfield. Stiftet har anor från 600-talet, och är ett av landets största sett till antal invånare.

## Historik

### Anglosaxiska eran – Mercia stift

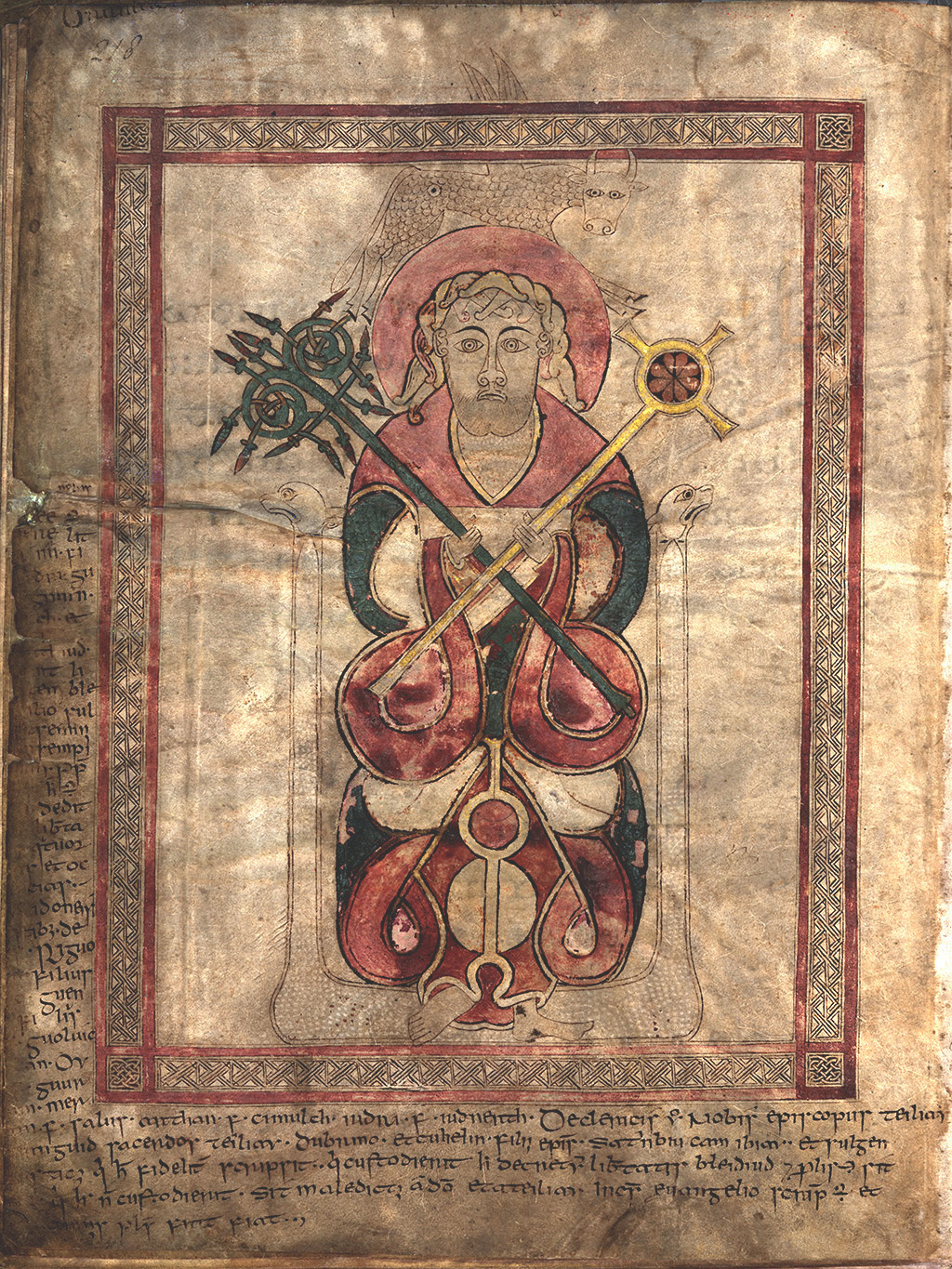
Illustration föreställande sankt Lukas i Lichfieldevangelierna.

Enligt Beda venerabilis grundades Lichfields stift under den anglosaxiska eran, när prästen Diuma utsågs till biskop för mellananglerna och mercerna. Årtalet anges som 656 e.Kr. Stiftets geografiska gränser är osäkra, men sträckte sig troligen från Humber på den engelska östkusten till floden Wye som utgör gräns mellan England och Wales, och så så gott som fram till London i söder. Det första biskopssätet låg i Repton. I takt med att kungariket Mercias makt stärktes kom stiftet under en kortare period från 787–803 att upphöjas till ärkestift.
När Chad av Mercia, även kallad Ceadda, utsågs till biskop för mercerna och kungadömet Lindsey 669 beslutade han att flytta biskopssätet till Lichfield. Chad intar en särskild roll i stiftet, och tidigt efter hans död blev Chads grav en vallfärdsplats. Graven fanns i en kyrka helgad till jungfru Maria, men på juldagen år 700 invigdes en ny gravkyrka helgad till Sankt Peter och relikerna flyttades dit. Idag är sankt Chad, stiftets skyddshelgon.
Under den här perioden skapades Lichfieldevangelierna eller Chads evangelier, som under århundraden funnits i katedralens i Lichfield ägo. Manuskripten innehåller hela Matteus- och Markusevangelierna samt de första kapitlen av Lukasevangeliet. Böckerna framställdes under första halvan av 700-talet och är skrivna med den kalligrafi som utvecklades på Irland och Storbritannien under perioden. Det är inte fastställt var manuskripten tillverkades, men Irland, Northumbria, Wales och Mercia har framhållits som troliga områden, med Lichfield som en tänkbar plats i Mercia. Totalt finns 236 bevarade ark, varav åtta sidor är illuminerade och fyra innehåller inramad text.
Uppgifterna om religiösa kommuniteter grundade under åren 700-900 är i huvudsak baserade på legender. Beda Venerabilis beskriver visserligen hur Chad samlar sina medarbetare för bön och studier i ett hus i Lichfield. Därutöver finns uppgifter om kloster i Stone, Hanbury och Burton-upon-Trent, men i den mån de funnits bör samtliga ha förstörts under den danska invasionen på 800-talet. Under 900-talet finns spår av ytterligare kloster, men det är först med Burton Abbey i början av 1000-talet som områdets monastiska historia verkar inledas på riktigt.

### Normandiska eran – Coventry och Lichfields stift
Från tiden för den normandiska erövringen av England till Henrik VIII:s reformation utgjordes stiftet ungefärligt av samma område, motsvarande grevskapen Cheshire, Staffordshire, Derbyshire och stora delar av Shropshire, Warwickshire och Lancashire. Däremot skiftade biskopssätet ort, även om Lichfield ofta omnämndes i stiftsnamnet. Den första flytten genomfördes 1075, efter att ärkebiskop Lanfranc sammankallat en synod i London. Synoden beslutade att biskoparna i första hand skulle verka i de större städerna, och att den förste normandiske biskopen av Lichfield, Peter, därför skulle flytta sitt biskopssäte till Chester.
Redan näste biskop, Robert de Limesey, flyttade biskopssätet vidare från Chester till Coventry 1102, efter att ha blivit abbot av benediktinerklostret där. Biskopssätet stannade i Coventry i till 1220-talet, men kanikerna i Lichfield fortsatte att försöka utöva inflytande över stiftet. En av periodens biskopar, Roger de Clinton (1129–1148), kallades omväxlande biskop av Lichfield och Coventry, Lichfield samt Coventry och Lichfield. Vid biskopsvalet 1161 var de båda domkapitlen helt eniga om biskopsvalet. Men när kanikerna i Coventry 1149 och 1184 utsåg en ny biskop utan att tillfråga sina bröder i Lichfield överklagade de senare valet till påven och vägrade de nyvalda biskoparna tillträde till sin katedralkyrka. Liknande tvister uppstod 1199 och 1215. Först efter att påven 1224 löst frågan genom att utse en egen kandidat beslutades att biskopsvalen skulle alternera mellan de båda domkapitlen. Det fungerade rimligt väl, och från 1228 fram till reformationen var stiftet känt som Coventry och Lichfields stift.
Under 1100-talet bildas ett stort antal kloster i Staffordshire: sex augustinerkapitel, tre benediktinerkloster för män och fyra för kvinnor och två cistercienserkloster. Grundare och finansiärer var i huvudsak adeln och biskoparna av Coventry och Lichfield. På 1200-talet tillkommer ytterligare två cistercienserhus och tre brödrakommuniteter. Ytterligare ett augustinerkapitel grundas 1344.

### Katedralen i Lichfield

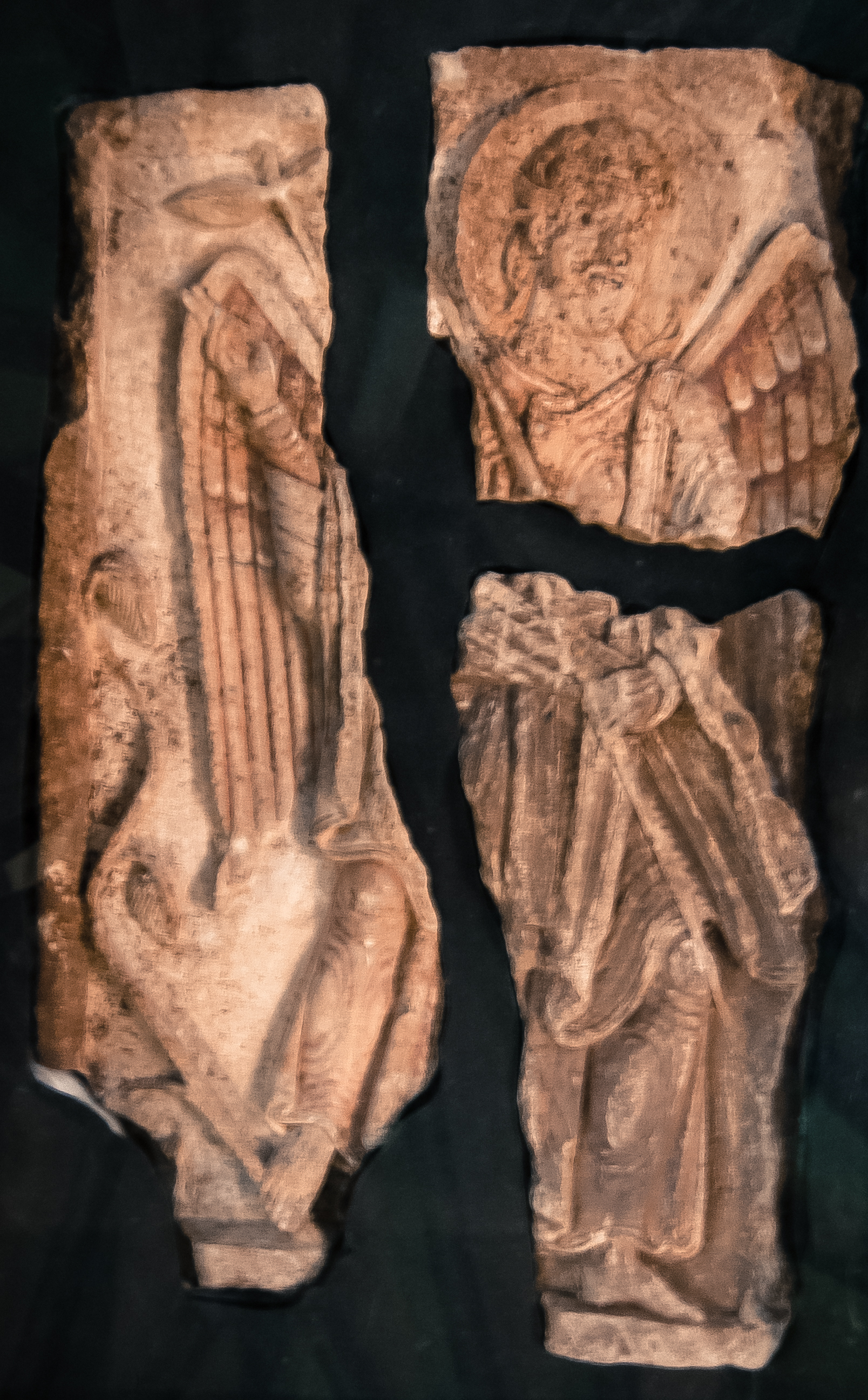
En skulpterad kalkstensplatta föreställande ärkeängeln Gabriel upptäcktes under katedralens mittskepp 2003. Plattan tros ha tillhört en stenkista där relikerna efter Sankt Chad förvarats.

De normandiska biskoparna lätt bygga om den befintliga träkatedralen från 700-talet till en stenkyrka, vilken sedan tillsammans med Sankt Peters gravkyrka kom att utvecklas till dagens gotiska katedral. Det är oklart exakt var de två tidigare byggnaderna låg, men sannolikt mycket nära den befintliga katedralen. Under större delen av 1200-talet växer sedan katedralen till med ett nytt klerestorium, ett centralt placerat torn, nya tvärskepp och ett ombyggt mittskepp och sidokapell med krypta. Det åttkantiga kapitelhuset stod klart på 1240-talet, och de tre tornspirorna var troligen färdiga 1323. Mariakapellet bakom högaltaret färdigställdes senast 1336.

### Reformationen
Henrik VIII:s reformation medförde omfattande förändringar för Coventry och Lichfields stift. För att minska biskoparnas makt genomfördes flera uppdelningar av stiften, och 1538 fanns förslag på att inrätta biskopar för Shrewsbury, Derby och Nottingham samt Stafford. Planerna fullföljdes dock inte. Först 1541 lät kungen bryta ut ett nytt stift – Chester – bestående av grevskapen Cheshire och Lancashire.
Klosterupplösningen innebar att munkkapitlet i Coventry upplöstes 1539, och sekulärkapitlet i Lichfield blev därmed ensamt ansvariga för att välja stiftets biskop. Samtidigt upplöstes också flera kollegiatstift som fungerat som royal peculiars, det vill säga församlingar som inte stod under stiftsbiskopens tillsyn utan löd direkt under kungen. Det gällde bland annat sankt Mikaels kungliga fria församlingar i Penkridge och stadsdelen Tettenhall i Wolverhampton. (Patronatsrätten för flera av församlingarna bestod in på 1700-talet.) Den sista klosterkommuniteten att upplösas var Burton Abbey, som grundats på 1000-talet och blivit Staffordshires största och rikaste.
Samtidigt rensades katedralen i Lichfield på katolska symboler. Sankt Chads relikskrin förstördes år 1538, och i en senare våg, 1548, fördes ett antal statyer bort från bland annat högkoret. Under motreformationen återkom för en kort tid katolska biskopar i stiftet, men i samband med drottning Elisabet I:s trontillträde 1559 avsattes Ralph Baines som den siste katolske biskopen av Lichfields och Coventry stift.

### Engelska inbördeskriget – Lichfields stift
Under senmedeltiden hade det muromgärdade katedralsområdet i Lichfield blomstrat. Inte minst sankt Chads relikskrin och katedralens vårfrukapell var föremål för pilgrimsfärder. Under 1300-talet hade murarna fått krenelering och portar, vallgravar och fällgaller hade förstärkts.
Under den tidigmoderna tiden genomgick området betydande förändringar. Reformationen innebar att reliker förstördes och antalet pilgrimer minskade kraftigt. Det ståtliga biskopspalatset användes inte länge, och började förfalla. Efter att Henrik VIII i samband med klosterupplösningen i Coventry 1539 hade klargjort att Lichfield var det "fulla, enda och fullständiga biskopssätet och domkapitlet" började stiftets namn förändras. Det skulle dock dröja ända till restaurationen på 1660-talet innan namnskicket övergått helt från Coventry och Lichfield till Lichfield och Coventry.
Under 1600-talets inbördeskrig förvandlades katedralområdet till en befästning och militärförläggning, som intogs av rojalister och rundhuvuden i vardera två omgångar. Under belägringen förstördes både katedralens tak och centraltornet av kanonkulor. De puritanskt inriktade rundhuvudena förstörde statyer, monument, handlingar, träsnitt och lät ta bort stora delar av taket på byggnaderna inom katedralområdet. En av kanikerna lyckades rädda Lichfieldevangelierna från förstörelse. Först 1672 eller 1673 återlämnades bokskatten, men då enbart den första av de två ursprungliga bokdelarna.
Under Protektoratets presbyterianism avskaffades domkapitlet, vilket innebar att det under de korta fredsuppehållen inte fanns någon organisation för att reparera och återuppbygga klosterområdet. Först i juni 1660 återupptogs gudstjänstfirandet i katedralen, och i september samma år samlades kanikerna på nytt. Trots det skulle det dröja ända till 1800-talet innan en omfattande restaurering av katedralen kom att genomföras, och katedralen fick då sitt nuvarande utseende både invändigt och utvändigt.

### Industrialisering och förändring
Under 1800-talet industrialiserades området kraftigt, framför allt till följd av järnbruk och keramik i norr samt industriell produktion och metallindustri i söder. Befolkningstillväxten var stor i flera städer och stiftets var mycket omfattande. I slutet av 1820-talet fanns 615 prästtjänster med tillhörande prästlönetillgångar, oftast i form av bostäder. För 65 % tillhörde patronatsrätten enskilda privatpersoner, 20 % utsågs av andra kyrkoherdar och kyrkliga befattningshavare och 9 % av Kronan. Bara 5 % tillsattes av biskopen eller domkapitlet, och 1 % av universitet och sjukhus. 
Till följd av befolkningsutvecklingen beslutades i december 1836 att Coventrys ärkediakonat skulle föras över till Worcester stift. Därmed avvecklades Coventry från stiftsnamnet slutgiltigt. Ett halvsekel senare, 1884, var det dags för Derbys ärkediakonat att lämna Lichfields stift, för att ingå i det nyupprättade Southwells stift. Ett antal andra mindre förändringar genomfördes också under 1800- och början av 1900-talet, där bland annat församlingar i Wales överfördes till Sankt Asaphs stift i samband med att Kyrkan i Wales blev självständig.
Trots reduktionen och strukturförändringar under reformationen fanns fortfarande ett stort antal peculiars, det vill säga församlingar som står under andlig tillsyn av någon annan än stiftsbiskopen. I Derbyshire och Staffordshire var det frekvent förekommande, medan Shropshire och ärkediakonatet Coventry i stort låg helt under stiftsbiskopens och ärkediakonernas tillsyn. Flertalet av dessa församlingar svarade inför dekan och domkapitel, antingen var för sig eller i förening. Ett antal församlingar hade också upprättats som kollegiatstift. Andra stod under innehavaren av ett visst prebende eller gods. Som nämnts tidigare fanns också flera kungliga peculiars, inte minst i Wolverhampton där kollegiatskyrkan Sankt Peter med tillhörande församlingar och kapellförsamlingar stod under konungen fram till 1848.

## Geografisk utsträckning
Det geografiskt mycket stora stiftet har genomgått en lång rad förändringar. Gränserna har böljat fram och tillbaka över tid, men med ett huvudsakligt fokus på att nya stift brutits loss från det ursprungliga området. William Beresford konstaterade 1880 att Lichfield var "moderstift" till inte mindre än elva nybildade stift: Hereford, Worcester, Lincoln, Ely, Peterborough, Chester, Manchester, Liverpool, Gloucester och delar av Oxford och St Albans.
Sedan dess har även Southwells stift bildats (1884), områden har förts över till Birminghams stift (1905) och ett antal mindre justeringar har skett som ytterligare minskat stiftets omfattning. Trots det förblir Lichfields stift ett av de geografiskt största inom Engelska kyrkan, och betjänar över två miljoner invånare.

## Organisation

### Biskop av Lichfield
Biskopen leder biskopskollegiet, som utöver honom själv består av tre områdesbiskopar. Han leder också biskopens råd och stiftssynoden.
Biskopssäte är Katedralen i Lichfield. Från 1314–1684 och igen från 1860-talet till 1953 var Lichfields biskopspalats vid katedralen biskopens residens. När biskop Stretton Reeve installerades som biskop 29 september 1953, valde han att bosätta sig i biskopshuset på andra sidan katedralområdet. Sedan 1954 har därför biskopspalatset använts av Lichfields katedralskola.
Den 24 september 2016 installerades Michael Ipgrave som den 99:e biskopen av Lichfield. Ipgrave var tidigare suffraganbiskop i Southwarks stift. Biskop Michael har ännu inte uppnått den senioritet som krävs för att bli en av de 26 andliga lorderna i det brittiska parlamentets överhus, House of Lords. (Kyrkans båda ärkebiskopar samt biskoparna av London, Durham och Winchester tjänstgör ex officio. Övriga 21 platser tilldelas biskoparna efter senioritet. Under perioden 26 mars 2015–25 mars 2025 har dock kvinnor företräde framför män.)

### Suffraganbiskopar
Sedan 1534 har Engelska kyrkan utsett suffraganbiskopar som stöd till stiftsbiskopen. En suffraganbiskop utövar sitt ämbete på stiftsbiskopens delegation, och kan skilja sig kraftigt åt mellan stiften. Lichfields stift har varit föregångare på området, genom att använda sig av 1978 års stiftsregelverk (Dioceses Measure) för att dela in stiftet i tre biskopsområden där en områdesbiskop utövar den pastorala tillsynen i respektive område. Till skillnad från bland andra Londons och Oxfords stift har dock stiftsbiskopen i Lichfield inte haft något eget biskopsområde, utan ägnat sig åt övergripande tillsyn över hela stiftet. Organisationsmodellen har fortsatt att tillämpas även efter att regleringen förändrades och förenklades år 2007.
De tre områdesbiskoparna och deras områden är:
- biskop av Wolverhampton
- biskop av Shrewsbury
- biskop av Stafford

Biskopsområdena svarar också mot de fyra ärkediakonaten, så att varje ärkediakon samarbetar med en viss områdesbiskop.

### Biskopar för alternativ episkopal tillsyn

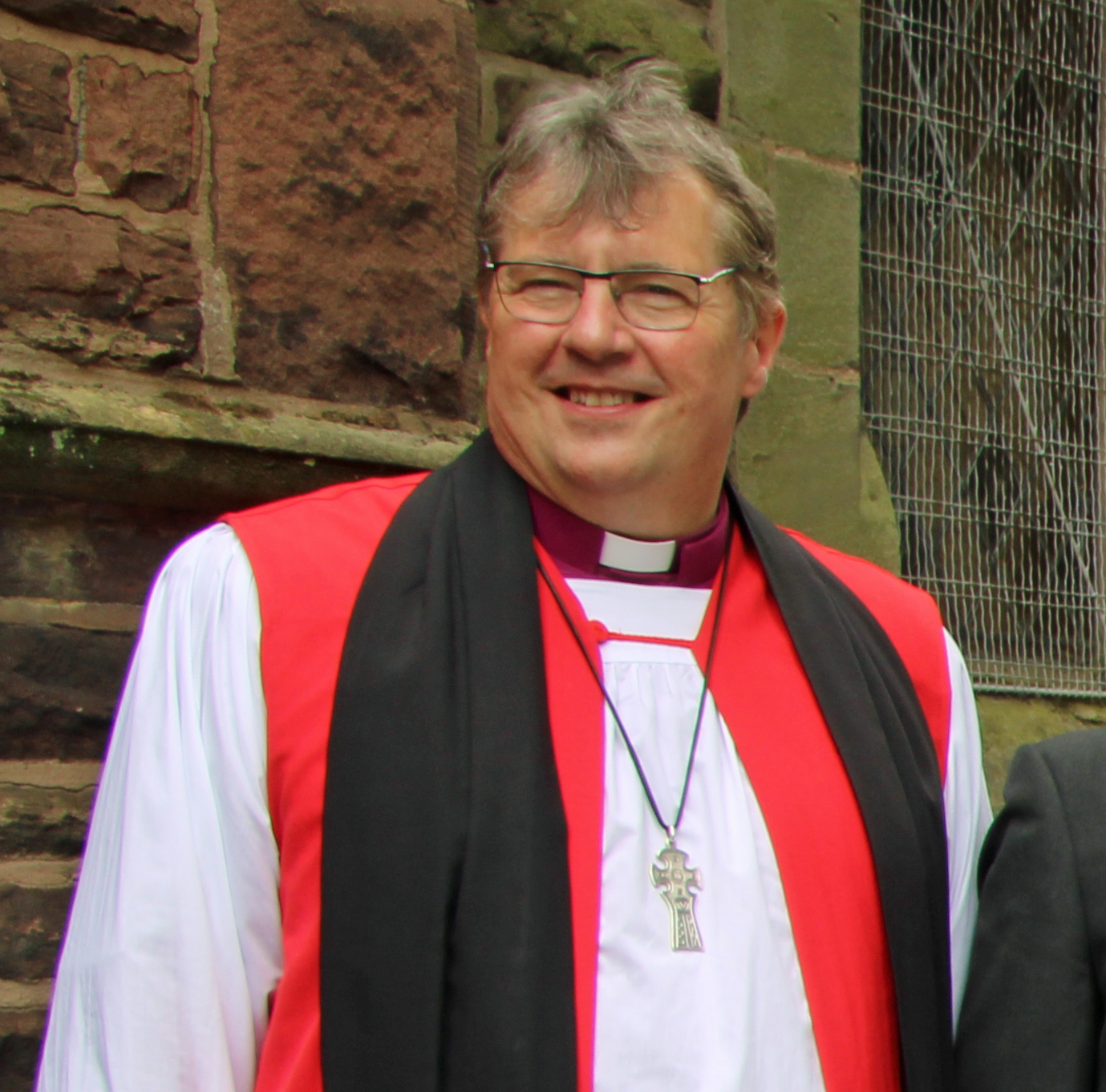
Rob Munro, biskop av Ebbsfleet, utövar alternativ episkopal tillsyn i konservativa evangelikala församlingar i stiftet och övriga Canterbury kyrkoprovins.

Från 1992 respektive 2014 tillåter Engelska kyrkan prästvigning och biskopsvigning av kvinnor. Parallellt har kyrkan även erbjudit lösningar för församlingar som av teologiska skäl inte vill betjänas av en kvinnlig präst eller stå under en kvinnlig biskop. Systemet kallas alternativ episkopal tillsyn (engelska Alternative Espicopal Oversight, AEO), och är utformat så att församlingens kyrkoråd kan begära att ställas under en biskop som delar församlingens ämbetssyn.
De biskopar som ansvarar för den alternativa tillsynen kallas Provincial Episcopal Visitors (PEV) och fungerar som "flygande biskopar" över flera stift. Formellt är de suffraganbiskopar till ärkebiskopen av Canterbury respektive York. Från början betjänade de flygande biskoparna främst anglo-katolska församlingar, även om de också står till förfogande för andra inriktningar. Sedan kvinnor börjat biskopsvigas har även en biskop med inriktning mot konservativt evangelikalt troende församlingar installerats.
Under 2022 genomfördes en omorganisation av den alternativa episkopala tillsynen, och ett nytt biskopssäte – biskopen av Oswestry – inrättades som suffraganbiskop i Lichfields stift. Biskopen av Oswestry är verksam bland anglo-katolska församlingar i det egna stiftet samt i tolv andra stift i västra England. Samtidigt överfördes tillsynen för konservativt evangelikala församlingar i stiftet till biskopen av Ebbsfleet. Biskopen av Ebbsfleet är suffraganbiskop i Canterbury stift, och är därför även formellt utsedd av biskopen av Lichfield som assisterande biskop i Lichfield.

### Stiftssynod
Engelska kyrkan är en episkopal kyrka, i betydelsen att det är biskopen som styr stiftet. Det sker med råd och samtycke av representanter för stiftets präster och lekmän, samlade i stiftssynoden (eng. Diocesan Synod). Synoden diskuterar de ärenden som rör stiftet eller som biskopen eller Generalsynoden lägger fram för beslut. Det är också stiftssynoden som beslutar om budget och godkänner redovisningen av stiftets ekonomiska förvaltning. Däremot kan stiftssynoden inte formulera kyrkans tro eller lära, det ansvaret vilar på Generalsynoden.
Merparten av ledamöterna i stiftssynoden väljs av ärkediakonaten vart tredje år, medan några ledamöter deltar ex officio alternativt väljs in av stiftssynoden eller av biskopen. Synoden är indelad i biskoparnas, prästernas och lekmännens hus. I huvudsak samlas alla ledamöter gemensamt och beslut fattas med enkel majoritet. Vissa frågor kräver dock majoritet i vart och ett av husen, och när frågor berör präster och lekmän på olika sätt kan husen också hålla separata samlingar och omröstningar. Biskopen har möjlighet att utöva veto i de flesta av synodens beslut.

### Biskopens råd
Biskopens råd är ett rådgivande organ för stiftsbiskopen och en permanent kommitté för stiftssynoden. Rådet bereder ärenden och planerar stiftssynodens möten, verkställer synodens beslut, och fattar beslut i dess ställe när synoden inte sammanträder. Biskopen diskuterar frågor om stiftets ledning med rådet. Rådet kan också utse ledamöter och representanter i andra kommittéer och grupper, och formulerar policy för stiftets inre liv och verksamhet.
I Lichfields stift utgör rådet även styrelse för den separata juridiska person, Lichfield Diocesan Board of Finance, som förvaltar stiftets ekonomi på uppdrag av stiftssynoden, samt den missions- och pastoralkommitté som varje stift måste ha enligt kyrkoordningen.Mall:SfnDiocesan Boards of Finance Measure

### Stiftsindelning
Lichfields stift är indelat i fyra ärkediakonat, som leds av en ärkediakon vardera. Ärkediakonernas uppdrag är att under en områdesbiskops ledning ansvara för att visitera församlingar, övervaka det demokratiska arbetet i kyrkoråd och stiftssynod, stödja och ha tillsyn över präster och diakoner samt fullfölja biskopens ansvar vad gäller kyrkobyggnader och övriga fastigheter.
Ärkediakonaten är i sin tur indelade i dekanat. För varje dekanat utser biskopen en präst att vara dekan (engelska: Rural Dean eller Area Dean), med uppgift att vaka över prästernas och församlingarnas välbefinnande. Det finns också en dekanatssynod bestående av dekanatets präster samt valda lekmän från alla församlingar i området. Synodens ordförandeskap är delat mellan dekanen och en vald lekman.
| ärkediakonat (Archdeaconries)                       | Dekanat (Deaneries, Rural Deaneries) |
| --------------------------------------------------- | ------------------------------------ |
| Archdeaconry of Salop Bishop of Shrewsbury          | Deanery of Edgmond and Shifnal       |
| Archdeaconry of Salop Bishop of Shrewsbury          | Deanery of Ellesmere                 |
| Archdeaconry of Salop Bishop of Shrewsbury          | Deanery of Hodnet                    |
| Archdeaconry of Salop Bishop of Shrewsbury          | Deanery of Oswestry                  |
| Archdeaconry of Salop Bishop of Shrewsbury          | Deanery of Shrewsbury                |
| Archdeaconry of Salop Bishop of Shrewsbury          | Deanery of Telford                   |
| Archdeaconry of Salop Bishop of Shrewsbury          | Deanery of Wem and Whitchurch        |
| Archdeaconry of Salop Bishop of Shrewsbury          | Deanery of Wrockwardine              |
| Archdeaconry of Stoke-upon-Trent Bishop of Stafford | Deanery of Alstonfield               |
| Archdeaconry of Stoke-upon-Trent Bishop of Stafford | Deanery of Cheadle                   |
| Archdeaconry of Stoke-upon-Trent Bishop of Stafford | Deanery of Eccleshall                |
| Archdeaconry of Stoke-upon-Trent Bishop of Stafford | Deanery of Leek                      |
| Archdeaconry of Stoke-upon-Trent Bishop of Stafford | Deanery of Newcastle                 |
| Archdeaconry of Stoke-upon-Trent Bishop of Stafford | Deanery of Stafford                  |
| Archdeaconry of Stoke-upon-Trent Bishop of Stafford | Deanery of Stoke-upon-Trent          |
| Archdeaconry of Stoke-upon-Trent Bishop of Stafford | Deanery of Stoke North               |
| Archdeaconry of Stoke-upon-Trent Bishop of Stafford | Deanery of Stone (tidigare Trentham) |
| Archdeaconry of Stoke-upon-Trent Bishop of Stafford | Deanery of Tutbury                   |
| Archdeaconry of Stoke-upon-Trent Bishop of Stafford | Deanery of Uttoxeter                 |
| Archdeaconry of Lichfield Bishop of Wolverhampton   | Deanery of Lichfield                 |
| Archdeaconry of Lichfield Bishop of Wolverhampton   | Deanery of Penkridge                 |
| Archdeaconry of Lichfield Bishop of Wolverhampton   | Deanery of Rugeley                   |
| Archdeaconry of Lichfield Bishop of Wolverhampton   | Deanery of Tamworth                  |
| Archdeaconry of Walsall Bishop of Wolverhampton     | Deanery of Trysull                   |
| Archdeaconry of Walsall Bishop of Wolverhampton     | Deanery of Walsall                   |
| Archdeaconry of Walsall Bishop of Wolverhampton     | Deanery of Wednesbury                |
| Archdeaconry of Walsall Bishop of Wolverhampton     | Deanery of West Bromwich             |
| Archdeaconry of Walsall Bishop of Wolverhampton     | Deanery of Wolverhampton             |
| Archdeaconry of Walsall Bishop of Wolverhampton     | Deanery of Wulfrun                   |

## Skolor
Lichfields stift driver cirka 200 grundskolor med 45 000 elever. Arbetet leds av stiftets skolstyrelse, Lichfield Diocesan Board of Education. Skolorna har en tydligt uttalat kristen och anglikansk grund, och erbjuder bland annat gemensamma andakter och gudstjänster, själavård och religionsundervisning. På många orter sker arbetet i nära samarbete med lokala myndigheter, genom så kallade Voluntary Controlled Church Schools eller Voluntary Aided Church Schools. Majoriteten av skolor har dock stiftelser som är knutna till stiftet eller en lokal församling som sin huvudman, och styrs av företrädare som utses av kyrkan.
Stiftet är även huvudman för stiftelsen St Chad's Academies Trust som driver 20 så kallade akademier, statligt finansierade skolor som får sin finansiering från utbildningsdepartementet men leds av kyrkans stiftelse.

## Källförteckning